# Таех

Таех (Таих, Талиг) — река в России, протекает в Верхнеландеховском районе Ивановской области. Устье реки находится в 161 км по левому берегу реки Лух. Длина реки составляет 26 км, площадь водосборного бассейна — 152 км².
Исток реки у деревни Лыково в 18 км к северо-востоку от села Мыт. Река течёт на юго-запад, долина реки плотно заселена, на берегах большое количество деревень. Крупнейший приток — Ваза (правый). Река впадает в Лух в черте села Мыт.

## Данные водного реестра
По данным государственного водного реестра России относится к Окскому бассейновому округу, водохозяйственный участок реки — Клязьма от города Ковров и до устья, без реки Уводь, речной подбассейн реки — бассейны притоков Оки от Мокши до впадения в Волгу. Речной бассейн реки — Ока.
По данным геоинформационной системы водохозяйственного районирования территории РФ, подготовленной Федеральным агентством водных ресурсов:
- Код водного объекта в государственном водном реестре — 09010301112110000033730
- Код по гидрологической изученности (ГИ) — 110003373
- Код бассейна — 09.01.03.011
- Номер тома по ГИ — 10
- Выпуск по ГИ — 0

## Притоки (км от устья)
- 11 км: река Ваза (Вяза) (пв)
- река Акатовка (лв)
- река Сингирь (лв)
- река Черная (приток Таеха) (пв)
- река Спиридовка (пв)